# Предэякулят

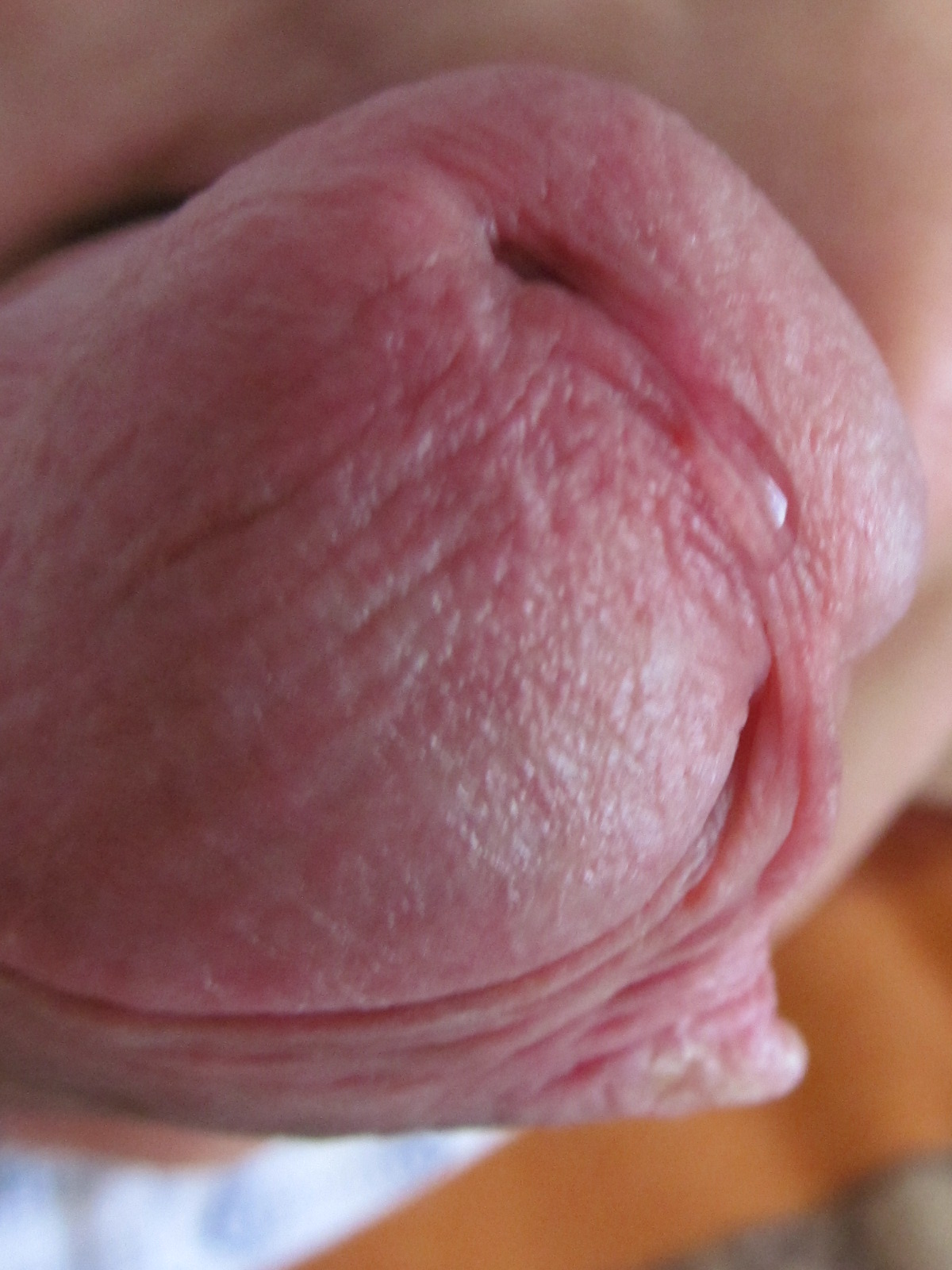
Предэякулят, вытекающий каплей из уретры на головке полового члена

Предэякуля́т (предсемя, или Куперова жидкость) — это прозрачная, бесцветная, вязкая предсеменная жидкость, которая выделяется из мочеиспускательного канала полового члена мужчины наружу, когда он приходит в состояние полового возбуждения. Предэякулят неизбежен в ходе полового акта человека. Этот секрет выделяется мужчиной также во время мастурбации, при подготовке к половому сношению (например, петтинг) или на ранней стадии совокупления, за некоторое время перед тем, когда мужчина полностью достигнет оргазма и у него произойдет семяизвержение.

## Происхождение предэякулята
Предсемя образуется преимущественно бульбоуретральными железами (железами Купера), а также железами Литтре.
Железы Литтре — дополнительное место образования предсемени. Это гроздевидные трубчато-альвеолярные железы мочеиспускательного канала, расположенные на всем его протяжении, от наружного отверстия до шейки мочевого пузыря, в подслизистом, фиброзно-мышечном и соединительнотканном слоях. Секретируют и выделяют слизистую жидкость, количество которой увеличивается при половом возбуждении.

## Количество выделяемого предэякулята
Количество предсеменной жидкости, выделяемой мужчиной, среди индивидов сильно варьируется. Некоторые мужчины не выделяют предсемя, тогда как у других его объём достигает 5 мл.

## Содержимое предэякулята
Предсемя содержит ряд химических веществ, присутствующих в семени, таких как кислая фосфатаза. А некоторые маркёры семени, типа гамма-глютамилтрансферазы, полностью отсутствуют в предсемени.

## Функция, выполняемая предсеменем
Кислая окружающая среда мочеиспускательного канала мужчины и влагалища женщины враждебна для семени мужчины. Предсемя нейтрализует остаточную кислотность в мочеиспускательном канале, вызываемую мочой, чем создается более благоприятная среда для прохождения семени. В норме среда влагалища кислая; введение предсемени перед семяизвержением может изменить среду влагалища для благоприятствования выживанию семени. Предсемя может подхватить сперму, оставшуюся в уретре после предшествующих семяизвержений[проверить перевод]. Предсемя также выполняет роль смазки во время полового сношения, облегчает прохождение спермы по каналу во время эякуляции и участвует в свёртывании семени.

## Риски, связанные с выделением предсемени
Исследования показали наличие ВИЧ в большинстве проб предсемени от ВИЧ инфицированных мужчин. Заражение вирусом иммунодефицита приводит к заболеванию ВИЧ-инфекцией, последняя стадия которой известна как СПИД. 
Многие также выражают озабоченность тем, что в предсемени возможно нахождение спермы, соответственно, это может вызвать беременность, используя этот факт против применения прерванного полового сношения (выведения полового члена) как метода предупреждения возникновения беременности. Вполне вероятно, что предсемя, которое выделяется после недавнего семяизвержения, будет содержать сперму, поскольку после оргазма в протоках всегда остаётся некоторое количество эякулята.

## Повышенное образование предсемени
Некоторые мужчины обеспокоены количеством предсеменной жидкости, которую они выделяют. Один врач описал пациента, который был в замешательстве в связи с тем, что предсемя просачивалось сквозь брюки во время поцелуев и другой умеренной эротической стимуляции. В нескольких сообщениях показаны удовлетворительные результаты, когда таких мужчин лечили ингибитором 5-альфа-редуктазы. В подобных случаях один врач рекомендовал проведение дифференциального диагноза с простатореей, выделением секрета предстательной железы во время натуживания, связанного с мочеиспусканием или дефекацией.

## Религиозное отношение
У мусульман-суннитов выделение предсемени требует выполнения малого ритуала очищения (вуду́), тогда как при выделении спермы требуется совершить большой ритуал очищения (гусль).